# Vert brillant
Ne doit pas être confondu avec Vert brillant BS.
Le vert brillant fait partie, comme le vert malachite, des colorants ayant pour structure de résonance un triarrylméthane.
En Europe de l'Est où il est vendu comme antiseptique en solution alcoolique, le vert brillant est appelé populairement zelyonka ou zelenka (petit-vert).

## Utilisations
Le vert brillant est classé au Colour Index sous la référence CI 42040. Il a été utilisé pour colorer la soie et la laine.
Il est indiqué pour la désinfection les cicatrices postopératoires ainsi que les cicatrices post-traumatiques fraîches, comme le cordon ombilical des nouveau-nés, les écorchures, les coupures et autres dégradation de l'intégrité de la peau, dans le traitement des processus purulents inflammatoires de la peau — orgelet, meibomite, blépharite, pyodermite, furonculose locale, carbunculose, infections staphylocociques. Il est appliqué par voie externe, le médicament est appliqué sur la surface endommagée, capturant les tissus sains environnants[réf. souhaitée].

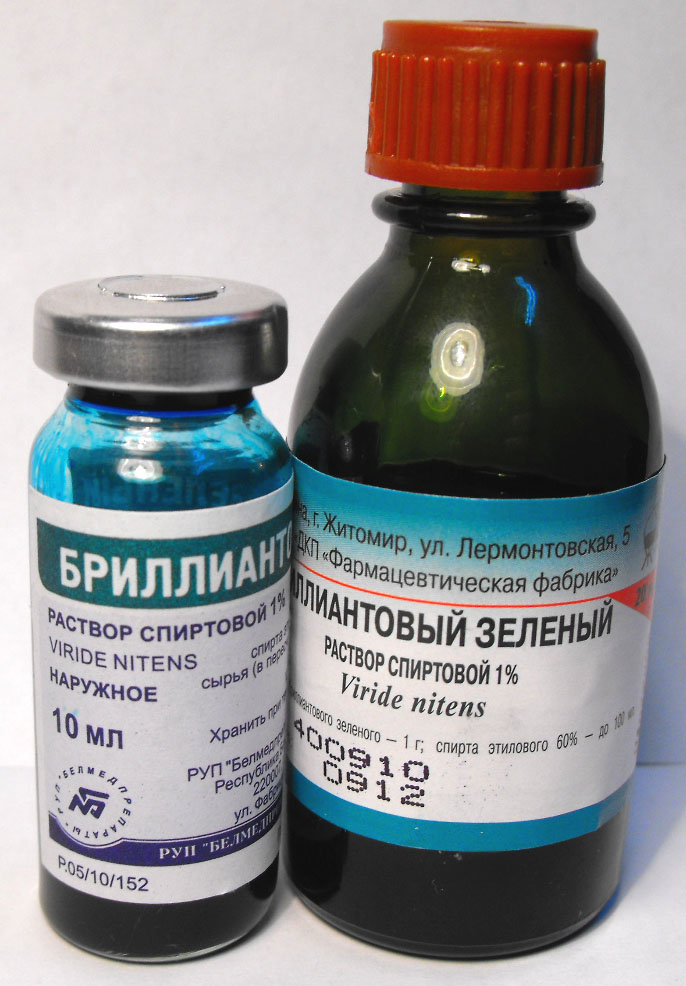
Zelyonka

En Russie et en Ukraine (et dans une grande partie du reste de l'ex- Union soviétique), la solution alcoolique diluée de vert brillant (Бриллиа́нтовый зелёный, Brilliantovniy zelyoniy) est vendue comme antiseptique topique, désigné avec précision en latin comme solutio viridis nitentis spirituosa. Cette teinture est connue familièrement en russe comme зелёнка (zelyonka) en russe et зеленка (zelenka) en ukrainien.
Une solution à 1 % dans 60 % d’alcool peut être utilisée pour le traitement de la peau. Une solution à 0,5 % est utilisée pour les muqueuses ou pour les nourrissons.
Le vert brillant est un photocatalyseur activé par la lumière visible dans la synthèse organique.

## Sécurité et toxicité
Le vert brillant est efficace contre les bactéries Gram-positives. Le principal avantage du vert brillant par rapport aux antiseptiques plus courants tels que l’iode est qu’il n’irrite pas autant les muqueuses en cas de contact accidentel. La doctrine médicale soviétique estimait qu'il « ne devait pas être utilisé sur les muqueuses » et prévenait qu'il pouvait provoquer des lésions oculaires et des brûlures chimiques ophtalmiques ainsi que des brûlures oculaires, du moins dans les formulations typiques produites pour un usage médical[réf. nécessaire].
Le vert brillant provoque des vomissements lorsqu'il est avalé et est toxique lorsqu'il est ingéré. Le composé peut entraîner des blessures graves s'il entre en contact avec un œil, pouvant même entraîner une cécité bilatérale due à une taie cornéenne (opacification de la cornée).

## Politique
En Russie et parfois en Ukraine, la teinture de vert brillant zelyonka a été utilisée pour attaquer physiquement des opposants politiques. Depuis 2016, de nombreux opposants au gouvernement russe en ont été aspergés, notamment Alexeï Navalny, Igor Kalyapine, les militants libéraux Nadya Tolokonnikova, Maria Alekhina, Lioudmila Oulitskaïa, Ilya Varlamov et Mikhaïl Kassianov.